# Campeonato Sul-Americano de Atletismo de 1920
A 2ª edição do Campeonato Sul-Americano de Atletismo  foi realizado no ano de 1920 na cidade de Santiago no Chile. 

## Medalhistas

### Masculino
| Evento                     | Ouro                            | Ouro    | Prata                           | Prata   | Bronze                          | Bronze  |
| -------------------------- | ------------------------------- | ------- | ------------------------------- | ------- | ------------------------------- | ------- |
| 100 metros                 | Marcelo Uranga · Chile          | 10.8    | Julio Gorlero · Uruguai         | 11.0    | Humberto Ramírez · Chile        |         |
| 200 metros                 | Isabelino Gradín · Uruguai      | 22.4    | Humberto Ramírez · Chile        | 22.6    | Julio Gorlero · Uruguai         |         |
| 400 metros                 | Isabelino Gradín · Uruguai      | 54.0    | Eduardo Flores · Uruguai        | 54.6    | Gavino Reginato · Chile         |         |
| 800 metros                 | Enrique Thompson · Argentina    | 2:06.2  | Juan Campos · Uruguai           | 2:06.4  | Carlos Escobar · Chile          | 2:06.8  |
| 1 500 metros               | Ángel Entrecasas · Argentina    | 4:23.2  | Juan Marshall · Chile           | 4:23.4  | Oscar Guajardo · Chile          | 4:26.2  |
| 5 000 metros               | Juan Jorquera · Chile           | 16:11.4 | Manuel Moraga · Chile           | 16:21.8 | Manuel Plaza · Chile            | 16:29.4 |
| 10 000 metros              | Juan Jorquera · Chile           | 33:13.6 | Manuel Plaza · Chile            | 33:18.2 | Enrique Calderón · Chile        |         |
| 110 metros barreiras       | Harold Rosenqvist · Chile       | 16.4    | Carlos Patiño · Uruguai         | 16.6    | Otto Dietsch · Argentina        |         |
| 200 metros barreiras       | Harold Rosenqvist · Chile       | 26.2    | Andrés Mazali · Uruguai         | 26.8    | Francisco Silveira · Uruguai    |         |
| 400 metros barreiras       | Andrés Mazali · Uruguai         | 59.0    | Eduardo Diez · Chile            | 59.8    | Francisco Silveira · Uruguai    |         |
| 4×400 metros estafetas     | Uruguai                         | 3:34.0  | Argentina                       |         |                                 |         |
| Salto em altura            | Hernán Orrego · Chile           | 1.76    | Carlos Patiño · Uruguai         | 1.75    | Osvaldo Kolbach · Chile         | 1.70    |
| Salto em pé                | Juan Moliné · Argentina         | 1.44 '  | Carlos Asiadacz · Chile         | 1.43    | Carlos Fernández · Uruguai      | 1.42    |
| Salto à vara               | Héctor Berruti · Uruguai        | 3.26    | Ernesto Goycolea · Chile        | 3.25    | Enrique Sansot · Chile          | 3.20    |
| Salto em comprimento       | Ricardo Müller · Chile          | 6.52    | Fortunato Antola · Uruguai      | 6.11    | Héctor Benapres · Chile         | 6.10    |
| Salto em comprimento em pé | Francisco Japke · Chile         | 3.00    | Hernán Orrego · Chile           | 2.98    | Juan Moliné · Argentina         | 2.95    |
| Salto triplo               | Adolfo Reccius · Chile          | 13.40   | Héctor Benapres · Chile         | 13.21   | Erwin Gevert · Chile            | 12.69   |
| Arremesso de peso          | Benigno Rodríguez · Argentina   | 11.96   | Teodoro Scheihing · Chile       | 11.54   | Jorge Llobet Cullen · Argentina | 11.50   |
| Lançamento de disco        | Jorge Llobet Cullen · Argentina | 35.28   | David Martín Estévez · Uruguai  | 34.64   | Gustavo Krüger · Chile          | 34.55   |
| Lançamento do martelo      | Leonardo de Lucca · Uruguai     | 34.14   | Jorge Llobet Cullen · Argentina | 33.05   | Teodoro Scheihing · Chile       | 32.97   |
| Lançamento do dardo        | Arturo Medina · Chile           | 49.49   | Héctor Berruti · Uruguai        | 41.51   | Alberto Asenjo · Chile          | 40.90   |

## Quadro de medalhas
| Ordem | País      | Medalha de ouro | Medalha de prata | Medalha de bronze | Total |
| ----- | --------- | --------------- | ---------------- | ----------------- | ----- |
| 1     | Chile     | 10              | 10               | 13                | 33    |
| 2     | Uruguai   | 6               | 9                | 4                 | 19    |
| 3     | Argentina | 5               | 2                | 3                 | 10    |

Legenda
| Recorde mundial       | Recorde mundial (World record)               |                       | Recorde africano                      | Recorde africano (African) |                                           | Q | Classificado por posição (Qualified) |
| Recorde do campeonato | Recorde do campeonato (Championship record)  | Recorde da América    | Recorde da América (Americas)         | q                          | Classificado por melhor tempo (Qualified) |   |                                      |
| Melhor marca do ano   | Melhor marca do ano (World leading)          | Recorde asiático      | Recorde asiático (Asian)              | DNS                        | Não largou (Did not start)                |   |                                      |
| Recorde nacional      | Recorde nacional (National record)           | Recorde europeu       | Recorde europeu (European)            | DNF                        | Não terminou (Did not finish)             |   |                                      |
| Recorde pessoal       | Recorde pessoal do atleta (Personal best)    | Recorde da Oceania    | Recorde da Oceania (Oceania)          | DSQ / DQ                   | Desclassificado (Disqualified)            |   |                                      |
| Recorde da temporada  | Recorde da temporada do atleta (Season best) | Recorde sul-americano | Recorde sul-americano (South America) | NM                         | Sem marca (No mark)                       |   |                                      |